# Powódź w Polsce (1934)
Powódź w Polsce w 1934 roku – największa powódź w Polsce międzywojennej.

## Historia
Powódź zaczęła się od intensywnych opadów deszczu (dobowo ponad 50 mm) w dorzeczu górnej Wisły w dniach 13-17 lipca 1934 roku. Silne opady zanotowano w dorzeczach Raby, Skawy i Wisłoki, a w szczególności Dunajca (Tatry, Gorce). 16 lipca osiągnięty został, nie pobity nawet w czasie powodzi w 1997 roku, polski rekord wysokości opadów w ciągu jednej doby, kiedy to na Hali Gąsienicowej spadło 255 mm deszczu.

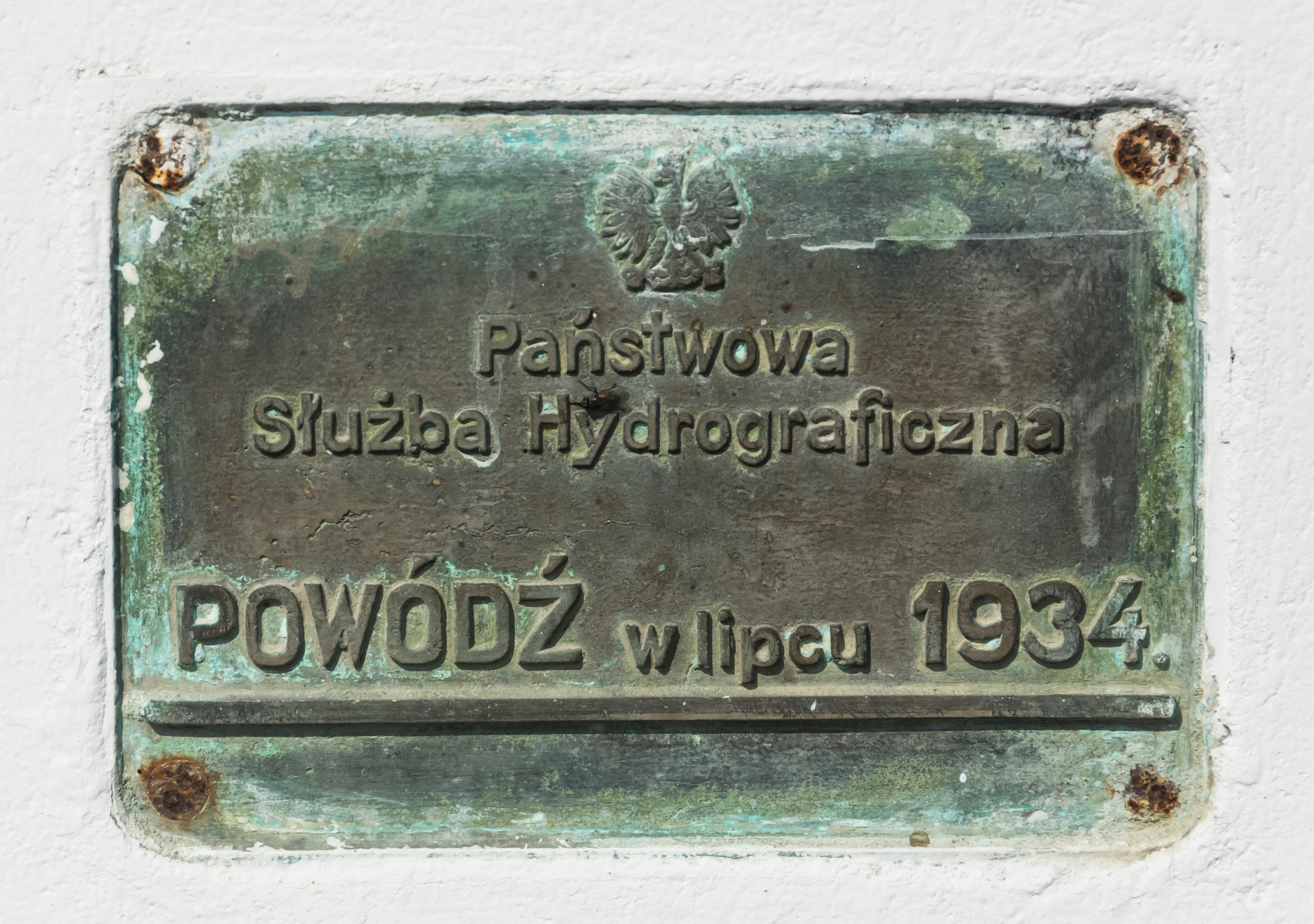
Oznaczenie poziomu wody w Przecławiu

Drobne rzeki wylały już 16 lipca, a dzień później powódź objęła dorzecza Dunajca, Raby, część dorzeczy Wisłoki i Skawy. Fala powodziowa dopłynęła do Wisły 19 lipca, pojawiając się na 200-kilometrowym odcinku do Dzikowa. Z powodu częstych pęknięć wałów i zalań fala powodziowa uległa osłabieniu i dotarła do Warszawy 22 lipca, nie wyrządzając miastu szkody. W sumie w województwie krakowskim woda zalała 1260 km² (ogółem 2000 km²), zabijając 55 osób. Uszkodzeniu, bądź zniszczeniu, uległo 22 059 budynków, 167 km dróg i 78 mostów. Wartość powstałych szkód oceniono na 12 milionów dolarów (wartość ówczesna), tj. równowartość 60,3 miliona przedwojennych złotych.
W efekcie powodzi przyśpieszono prace przeciwpowodziowe i zbudowano jako zabezpieczenie zbiorniki retencyjne w Porąbce na Sole (w 1936, Jezioro Międzybrodzkie) oraz w Rożnowie na Dunajcu. Ten ostatni został ukończony w roku 1941, już w czasie okupacji niemieckiej.

## Upamiętnienie
Opis powodzi w Małopolsce z 1934 roku znalazł się w powieści "Woda wyżej" autorstwa Jalu Kurka.